# Мітоку-Белан
Мітоку-Белан (рум. Mitocu Bălan) — село у повіті Нямц в Румунії. Входить до складу комуни Крекеоань.
Село розташоване на відстані 297 км на північ від Бухареста, 25 км на північний захід від П'ятра-Нямца, 107 км на захід від Ясс.

## Населення
За даними перепису населення 2002 року у селі проживали 349 осіб, усі — румуни. Усі жителі села рідною мовою назвали румунську.